# Kaves
Michael McLeer, mieux connu sous le nom de Kaves, est un peintre américain d’art contemporain, artiste graffiti, illustrateur, réalisateur, acteur, auteur, rappeur et entrepreneur. Il est originaire de Brooklyn à New York. Kaves commence à faire des graffitis dans les années 1980. Il fait partie du mouvement des rames de métro[Quoi ?] de cette époque et son talent est rapidement remarqué, apparaissant dans le livre Spraycan Art (1987) de Henry Chalfant. Peu après, avec son frère, il fonde le groupe de hip-hop Lordz of Brooklyn. Le groupe sort quatre albums : All in the Family (1995), Graffiti Roc (2003), The Brooklyn Way (2006), et Family Reunion (2020).
En dehors du groupe, Kaves connaît un succès notable en tant qu’artiste visuel. Peintre reconnu à l’échelle internationale, il poursuit aussi la réalisation de fresques graffiti. Il illustre plusieurs livres pour enfants, notamment Hip-Hop Alphabet (2017), The ABCs of Metallica (2019), et The ABCs of The Grateful Dead (2022). Il crée également des logos, des illustrations et des œuvres personnalisées pour de grandes marques (Jaguar, Aston Martin, Beaujolais nouveau, etc.) ainsi que pour des musiciens tels que les Beastie Boys, Metallica ou Everlast.
En tant qu’acteur, il joue dans de nombreux projets, et pour ses débuts en tant que réalisateur avec le court métrage The Shoemaker (2010), il remporte le prix du Meilleur court métrage au Art of Brooklyn Film Festival. En tant qu’entrepreneur, il maîtrise l’art du tatouage et a dirigé plusieurs salons. Son restaurant, The Brooklyn Firefly, est un lieu où les artistes peuvent se produire et exposer leurs talents. Il est également co-auteur du livre Skin Graf: Masters of Graffiti Tattoo (2013).

## Biographie

### 1980 à 1995: Ascension vers la reconnaissance
À l'âge de dix ans, Michael McLeer, originaire de Bay Ridge, Brooklyn, a déclaré avoir commencé à faire des graffitis. Il a expliqué qu'à l’époque, il était attiré par les arts parce qu’il cherchait un moyen d’exprimer sa voix. Il n’existait toutefois aucun programme parascolaire artistique pour les jeunes dans son quartier, mais de nombreux graffeurs y vivaient, ce qui l’a naturellement poussé à les rejoindre. Il a également précisé qu’à ce moment-là, l’art du graffiti était en pleine mutation : dans les années 1970, la scène était surtout composée de hippies pacifiques, mais dans les années 1980, elle est devenue plus compétitive, voire liée aux gangs — il fallait se défendre. Dans cet univers, son nom d’artiste devient "Kaves", et il se met à peindre des graffitis sur une grande partie du réseau de transport public.
À propos de cette forme d’art, il déclara : « Avec le graffiti, la plupart des gens passent devant sans y prêter attention, tandis que d’autres s’attardent sur le style, les lettres — les aspects techniques, tu vois ? Les nombreuses couches qu’il y a derrière. En apprenant ça au fil des années, tu commences à trouver ton propre style — ta propre voix. »
Membre du mouvement des rames de métro du début des années 1980, son collectif de graffeurs, les Vice Boys, est responsable du style propre à Bay Ridge, décrit dans le livre Mascots & Mugs comme « une encre de marqueur qui dégouline sur des tags courbes et tranchants, caractéristiques de la région ». Ils ont peint une grande partie de la ligne BMT Broadway.
Pendant cette période, Kaves se forge une réputation dans le monde du graffiti new-yorkais, notamment en descendant les sorties de secours pour peindre les lignes de métro. À quinze ans, il est déjà considéré comme un artiste graffiti respecté.
En 1984, Kaves apparaît en tant que danseur de break dans le vidéoclip de Chaka Khan pour la chanson I Feel for You,.
En 1987, sa fresque Miami Vice est présentée dans le livre Spraycan Art de Henry Chalfant,. Kaves explique que ce livre faisait office de « bible du graffiti » et qu’à partir de ce moment, il commence à recevoir des commandes artistiques.
Durant cette période, il se fait arrêter par les forces de l’ordre pour avoir fait des graffitis. Cela le pousse à canaliser son talent sur les murs d’un club appelé Ernie’s Barry, où son frère Adam McLeer (ADMoney) travaillait comme DJ. Ensemble, ils convainquent le propriétaire de programmer le groupe de rap Public Enemy. Selon Adam, lorsqu’ils rencontrent Chuck D, leader du groupe, ils lui expliquent qu’ils rappent aussi — ce à quoi il répond qu’ils devraient faire une démo.
Le groupe Lordz of Brooklyn est formé en 1989 par les frères McLeer, rejoints par Scotty Westerman (Scotty Edge)[citation nécessaire].
Leur démo contient des titres produits par Professor Griff de Public Enemy, avec une apparition spéciale de House of Pain sur la chanson Baseball Bats and Beers.
En 1992, le groupe participe au vidéoclip de House of Pain Shamrocks and Shenanigans (Boom Shalock Lock Boom), dans lequel ils peignent les graffitis en arrière-plan.
La même année, Dino Cerillo (Bottz) et Paul Nugent (Paulie Two Times) rejoignent également le groupe[citation nécessaire].
Le 7 juin 1994, sa mère et sa sœur, Donna et Michele Blanchard, âgées respectivement de 43 ans et 4 ans, meurent dans un accident de délit de fuite à Brooklyn. L’affaire demeure non résolue à ce jour. Kaves décrit sa mère comme une hippie qui l’a toujours encouragé, lui et son frère, à suivre leur passion pour le hip-hop.
À la même époque, alors âgé de 24 ans, Kaves devient choriste pour House of Pain, avec qui il part en tournée aux États-Unis et en Europe. Il ouvre également une boutique appelée BMT Lines, où il vend des produits mettant en valeur les artistes de Brooklyn.
En 1995, le groupe sort son premier album All in the Family, signé chez American Recordings/Ventrue. Le groupe a dû se battre pour convaincre un label d’accueillir un groupe italo-américain blanc avec une imagerie de style mafieux. Kaves explique que l’objectif de l’album est de faire voyager l’auditeur à travers Brooklyn, comme à bord d’un train, et de rendre hommage à sa mère pour le soutien qu’elle lui a offert. Leur premier single, Saturday Night Fever, est un clin d’œil au film préféré de Kaves du même nom. Le morceau devient un succès underground, particulièrement apprécié des graffeurs qui s’identifient à ses paroles. L’album reçoit généralement des critiques favorables,,,,,,. Paola Banchero du Wichita Eagle note qu’il propose « plus de nuances musicales que la plupart des albums de hip-hop », le décrivant comme « brut » et « parfait pour traîner entre potes ».

### 1996 à 2006: Sorties suivantes et débuts dans le tatouage
En 1997, le groupe fournit plusieurs morceaux exclusifs pour la bande originale du film Gravesend.
En 2000, ils sortent un EP vinyle intitulé The Lordz of Brooklyn Meet Bumpy Knuckles, en collaboration avec Bumpy Knuckles.
La même année, Lordz of Brooklyn propose une reprise du classique du hip-hop de Run-DMC, Sucker M.C.'s, sur l’album hommage Take A Bite Outta Rhyme: A Rock Tribute to Rap. Leur version inclut la participation de Stoned Soul et Everlast.
Kaves explique qu’à cette époque, il commence sa carrière de tatoueur. En quête de nouveauté, il reçoit une machine à tatouer offerte par le rappeur Danny Boy. Il apprend également que plusieurs graffeurs se reconvertissent dans le tatouage. Avec son ami et graffeur Med, il ouvre alors le salon de tatouage Tuff City Brooklyn Ink.
Cette même année, Kaves réalise l’illustration de la jaquette du DVD promotionnel Intergalactic DVD Single des Beastie Boys, édité par The Criterion Collection.
En 2003, le groupe sort Graffiti Roc. À ce moment-là, Lordz of Brooklyn est devenu un duo formé des deux frères McLeer. Leur style s’oriente vers une fusion entre le hip-hop et le rock. L’album accueille des artistes invités tels que Busta Rhymes, Korn, Rampage, Everlast, O.C., Freddie Foxxx et Lord Finesse.
Des musiciens sont ajoutés pour les performances live : guitare (Patrick Saccenti), basse et batterie, permettant au groupe de participer à des festivals comme le Vans Warped Tour en 2003, 2004 et 2005[citation nécessaire].
En 2006, le groupe raccourcit son nom en The Lordz pour la sortie de leur troisième album The Brooklyn Way. On y retrouve des collaborations avec Everlast, Bedouin Soundclash et Tim Armstrong. À propos de cet album, Kaves déclare : « La musique des Lordz se situe à l’intersection du punk et du hip-hop, et reflète véritablement ses racines. » Il précise que ce changement de nom vise à éviter toute confusion ou conflit avec leur catalogue précédent. En 2018, ils reviennent finalement à leur nom d’origine : Lordz of Brooklyn[citation nécessaire].

### 2008 à aujourd’hui: Artiste multidisciplinaire et entrepreneur
En 2008, Kaves crée la fresque Death From Above. En 2021, celle-ci est détruite par la police de New York (NYPD) lors d'une campagne de nettoyage de graffitis, malgré le fait qu’elle ait été approuvée par le propriétaire du mur. Kaves engage alors des poursuites contre la ville de New York, exigeant l’arrêt de ces opérations jusqu’à ce qu’un système soit mis en place pour identifier les œuvres autorisées.
En avril 2008, The Lordz[Qui ?]ont leur propre émission de téléréalité sur la chaîne Fuse, intitulée The Brooklyn Way, basée sur des images filmées par Kaves au fil des années, centrées sur leur vie quotidienne. La même année, ils annoncent également leur cinquième participation à la tournée Vans Warped Tour.
En 2010, Kaves écrit, réalise et tient le rôle principal du court-métrage The Shoemaker, inspiré de la vie de son oncle dans les années 1960. Il y partage l’écran avec Burt Young et Peter Greene. Le film remporte le prix du Meilleur court-métrage au Art of Brooklyn Film Festival, et est nommé au New Hampshire Film Festival.
Entre avril et septembre de la même année, certaines de ses œuvres sont exposées à l’étage artistique de l’hôtel Blackstone.
En 2011, Kaves réalise une fresque temporaire sur le chantier du Greenwood Beer Garden, sur le thème de la série The Honeymooners. L’œuvre est bien accueillie par les résidents du quartier. Kaves déclare alors : « C’est la forme d’art la plus pure. Elle garde encore une âme de hors-la-loi. » Il conçoit aussi cette année-là l’étiquette des bouteilles de beaujolais nouveau de Georges Duboeuf.
Toujours en 2011, il présente sa première exposition solo à la galerie Hionas, saluée par la critique et les collectionneurs. Justin Wolf, représentant de la galerie, déclare : « Son art est très mûr, distinct et affirmé. C’est un maître dans son domaine. »
En 2012, Ian Callum, directeur du design chez Jaguar, fait appel à Kaves pour peindre une série de voitures. Il explique : « On m’a demandé de proposer quelque chose de spontané et percutant. Je suis retourné à mes racines et j’ai repris les bombes de peinture. ». En peignant une Jaguar XK, il ajoute : « C’est la première voiture que je réalise légalement. Je voulais travailler avec ses lignes. »
En 2013, au Write of Passage Opening Party, une des installations est un salon de tatouage conçu par Kaves. La même année, il co-écrit avec Billy Burke le livre Skin Graf: Masters of Graffiti Tattoo, qui explore les liens esthétiques entre graffiti et tatouage, en mettant en avant plusieurs artistes ayant fait cette transition. Durant cette période, Kaves est propriétaire du salon Brooklyn Made Tattoo.
En 2014, il tient le rôle principal dans le court-métrage Eulogy de Don Capria, aux côtés de Federico Castelluccio. Le film remporte le prix de la Meilleure distribution au Queens World Film Festival. Cette même année, Kaves peint une fresque commémorative dédiée à sa mère et sa sœur, à l’endroit même de l’accident de voiture qui leur a coûté la vie.
En 2015, il réalise la fresque Brooklyn Made. Il est est recruté par Aston Martin pour décorer un modèle unique de Vanquish Volante. Selon Kaves, Marek Reichman, directeur du design, « voulait une voiture artistique inspirée des tatouages, alors il s’est tourné vers moi ». Prévue pour être vendue à Art Basel, la voiture est achetée avant même l’événement.
En 2016, il ouvre le restaurant The Brooklyn Firefly, spécialisé en pizza, bière, musique et art. Il explique : « On voulait quelque chose de fait maison. Bay Ridge est connu pour ses bonnes pizzas, donc on voulait y ajouter notre touche. On ne réinvente pas la roue, mais on y met l’éclat de notre quartier. »
En 2017, il illustre le livre pour enfants Hip-Hop Alphabet.
En 2019, dans l’espace artisanal That Maker Guild, Kaves ouvre Mr. Kaves Pigtown Tattoo, un atelier à la fois dédié au tatouage et au graffiti. Les visiteurs peuvent y observer le processus de tatouage et acheter des œuvres personnalisées. Il illustre également cette année-là The ABCs of Metallica, un livre pour enfants produit par le groupe Metallica.
En 2020, avec Lordz of Brooklyn, il sort un nouvel album intitulé Family Reunion, avec la participation de Westerman et Nugent.
Cette même année, du 8 février au 8 mars, son exposition Concrete Cathedrals est présentée à Industry City à Brooklyn. Le site Staten Islander décrit ses toiles comme comportant « des typographies dessinées à la main, en couches superposées formant des textures complexes, sur des fonds noirs, gris et sépia, illustrant les scènes de rue de Brooklyn. Les médiums utilisés incluent marqueurs chinois, acrylique, huile et peinture en aérosol. »
En 2021, lors de l’événement caritatif CORE organisé par Sean Penn, Kaves peint une grande toile destinée à être vendue aux enchères. Cette même année, il apparaît dans le film The Many Saints of Newark. Il est également classé 4e meilleur artiste graffiti des années 1980 par Loud News Net.
En 2022, il joue dans des vignettes pour la série documentaire Everything's Gonna Be All White. Il illustre également le livre pour enfants The ABCs of The Grateful Dead, en collaboration avec le groupe Grateful Dead.
En 2023, Kaves est invité au Festival Porsche au Japon. La même année, lors de la troisième vente aux enchères de Sotheby’s consacrée au 50e anniversaire du hip-hop, une page de carnet datant de 1985, intitulée Rock the Bell (créée en hommage au single de LL Cool J), est mise aux enchères.
En 2024, avec une équipe de collaborateurs et artistes, Kaves dirige et finalise la fresque Welcome to Bay Ridge, peinte sur la 86e Rue. On y retrouve des figures locales et références culturelles telles qu’Albert King, la cheffe Rawia de Tanoreen, Chuck Connors, John Travolta et Karen Lynn Gorney dans Saturday Night Fever, Pee Wee Reese des Brooklyn Dodgers, et Lordz of Brooklyn. Kaves déclare : « Mon travail parle du paysage de Brooklyn et de la lutte. Et dans cette lutte, on a fait naître quelque chose de beau. C’est comme ça que je vois cette fresque : une célébration de Bay Ridge — passé, présent et futur. »
Le 28 septembre de la même année, l’exposition immersive Brooklyn Pop ouvre ses portes à Industry City (Sunset Park). Imaginée par Kaves, cette exposition de 1 000 m² rend hommage à l’influence mondiale de Brooklyn dans les domaines de l’art, de la musique et du cinéma. Parmi les installations : une rame de métro en hommage au film The Warriors, et la piste disco de Saturday Night Fever. Inspirée par ses voyages et l’esprit combatif de Brooklyn, l’exposition fusionne l’histoire familiale de Kaves avec l’héritage créatif du quartier. Les visiteurs peuvent y découvrir des performances de sa pièce A Brooklyn Dream.
Au cours de sa carrière, Kaves a réalisé des visuels, illustrations et logos pour Nike, Rockstar Games, WWE, Pony, Everlast, MTV, Adidas, et le Vans Warped Tour. Ses œuvres ont été exposées au loft de MTV Real World: Brooklyn, au Gunter Sachs Museum of Fine Arts (Allemagne), au Hard Rock Hotel de San Diego, et au Rock and Roll Hall of Fame de Cleveland.

## Approche à l'art
Le livre Mascots & Mugs décrit le style de Kaves dans les années 1980 comme «l’anomalie d’un burner inattendu réalisé par un tagueur habituellement discret, étrangement exécuté dans des couleurs pastel — laissant supposer l’implication de Kaves dans la production.» L’ouvrage mentionne également son influence par l’anime japonais.
L’art de Kaves vise à capturer l’énergie de Brooklyn. À propos de sa démarche artistique, il déclare:«Je sentais que c’était ce que nous étions vraiment. C’était comme si, quand tu n’avais rien, ton environnement te montrait ce que tu avais. Et Brooklyn, c’était comme une religion ou une nationalité pour nous. Quelque chose de plus fort que tout le reste. Ensuite, il y a Kaves de Brooklyn, les Lordz of Brooklyn — ça, en soi, c’est tellement riche que, même adulte, je continue à découvrir toutes les couches de ma vie et de mon entourage, et à les exprimer à travers mes peintures, mes sculptures, mes films, voire même mon jeu d’acteur.»
Dans son travail visuel, Kaves suit l’évolution de Brooklyn et considère tout comme une forme d’art. Par exemple, durant la pandémie, il remarque que les gens repeignaient les graffitis de leurs immeubles avec des couleurs ne correspondant pas à celles des murs. Visualisant cela comme une esthétique involontaire, il intègre ces recouvrements dans son œuvre.
À propos de la peinture sur voiture, il décrit un processus très improvisé:«Parce que les apparences sont trompeuses : cette voiture n’a aucune surface plane, elle est très courbée, c’est une œuvre d’art en soi. Ils m’ont approché parce qu’ils appréciaient mon côté artiste multidisciplinaire, et ils cherchaient quelque chose d’inspiré du tatouage. Ils voulaient traiter la voiture comme une personne qui entre dans mon salon de tatouage. On ne sait jamais sur quelle surface on va travailler parce que chaque corps est différent. Il faut composer avec la texture de la peau, comme avec la carrosserie. Tu ne peux pas simplement y poser un pinceau et tracer une ligne droite. Je suis donc retourné à mes débuts, à l’époque où je peignais des trains, j’ai sorti les bombes de peinture et j’ai abordé le projet avec la même énergie et le même esprit d’improvisation.»
En tant que tatoueur, Kaves établit un parallèle direct entre graffiti et tatouage:«Au lieu d’un train, tu exposes ton art sur le corps des gens, et ça m’a tout de suite attiré. J’ai pris une machine à tatouer et j’en ai fait une carrière pendant seize ans. Pour moi, c’est juste une autre forme de graffiti. Tu peux l’appeler street art, ou art urbain, mais c’est avant tout de l’art populaire brut. J’aime croire que c’est de l’art folklorique, et que je suis un folkloriste.»
Concernant ses influences, il explique que, jeune, un tatouage que son père avait fait par Tony Polito a retenu son attention. Plus tard, il est guidé dans sa pratique par des figures majeures du tatouage comme Mark Mahoney, Freddy Negrete, Mister Cartoon, et Estevan Oriol. Il ajoute enfin:«À mon avis, la peau est la toile la plus difficile. C’est une matière vivante, en mouvement, et tu ne sais jamais qui va s’asseoir dans le fauteuil ni où il va te demander de tatouer. Le cou, l’aisselle… tu ne peux rien prévoir. La paume de la main, l’intérieur d’une lèvre — tout est possible. Avec un mur ou un train, tu savais à quoi t’attendre. Le tatouage, c’est du graffiti physique. Tu tires, tu tends, tu travailles la peau. C’est vraiment un défi, et chaque expérience est unique.»

## Discographie
- 1995 : All in the Family – avec Lordz of Brooklyn
- 2003 : Graffiti Roc – avec Lordz of Brooklyn
- 2006 : The Brooklyn Way – avec The Lordz
- 2020 : Family Reunion – avec Lordz of Brooklyn

## Liste partielle d'œuvres artistiques
Peintures
- Ride the Lightning (date non précisée)[71]

Fresques murales
- Miami Vice (documentée en 1987)
- Death From Above (2010)
- Fresque sur le thème de The Honeymooners, sur les murs du chantier du Greenwood Beer Garden (2011)
- Fresque dédiée à sa mère et sa sœur (2014)
- Brooklyn Made (2015)
- Welcome to Bay Ridge (2024)

## Distinctions
- 2015 : Meilleure distribution (Best Ensemble) – partagée avec l’équipe du film Eulogy – Queens World Film Festival
- 2021 : 4e place – Meilleurs artistes graffiti des années 1980 – Loud News Net

## Filmographie partielle
Réalisateur
- 2010 : The Shoemaker – court-métrage – également scénariste et acteur

Acteur
- 1984 : I Feel for You – vidéoclip de Chaka Khan
- 1992 :Shamrocks and Shenanigans (Boom Shalock Lock Boom) – vidéoclip de House of Pain
- 2014 : Eulogy – court-métrage
- 2021 : The Many Saints of Newark – film
- 2022 : Everything's Gonna Be All White – série documentaire